# Камењец под Втачњиком
Камењец под Втачњиком (слч. Kamenec pod Vtáčnikom) насељено је мјесто са административним статусом сеоске општине (слч. obec) у округу Прјевидза, у Тренчинском крају, Словачка Република.

## Становништво
| Година:    | 1994. | 2004.   | 2014.   | 2024.   |
| ---------- | ----- | ------- | ------- | ------- |
| Број људи: | 1845  | 1861    | 1790    | 1760    |
| Разлика:   |       | +0,86 % | -3,81 % | -1,67 % |

| Година:    | 2023. | 2024.   |
| ---------- | ----- | ------- |
| Број људи: | 1758  | 1760    |
| Разлика:   |       | +0,11 % |

Према подацима о броју становника из 2011. године насеље је имало 1.840 становника.